# Maléme
Maléme è una località greca dell'isola di Creta, appartenente all'unità periferica della Canea e al comune di Platanias. È situata nella parte nordoccidentale dell'isola, circa 15 chilometri a ovest del capoluogo, la Canea.
Oltre ad essere una meta di turismo marittimo, Maléme è nota per l'omonimo aeroporto e per il fatto di essere stata, durante la seconda guerra mondiale, il sito in cui atterrarono un gran numero di paracadutisti tedeschi nelle fasi iniziali dell'invasione di Creta da parte della Wehrmacht della primavera del 1941.

## Voci correlate

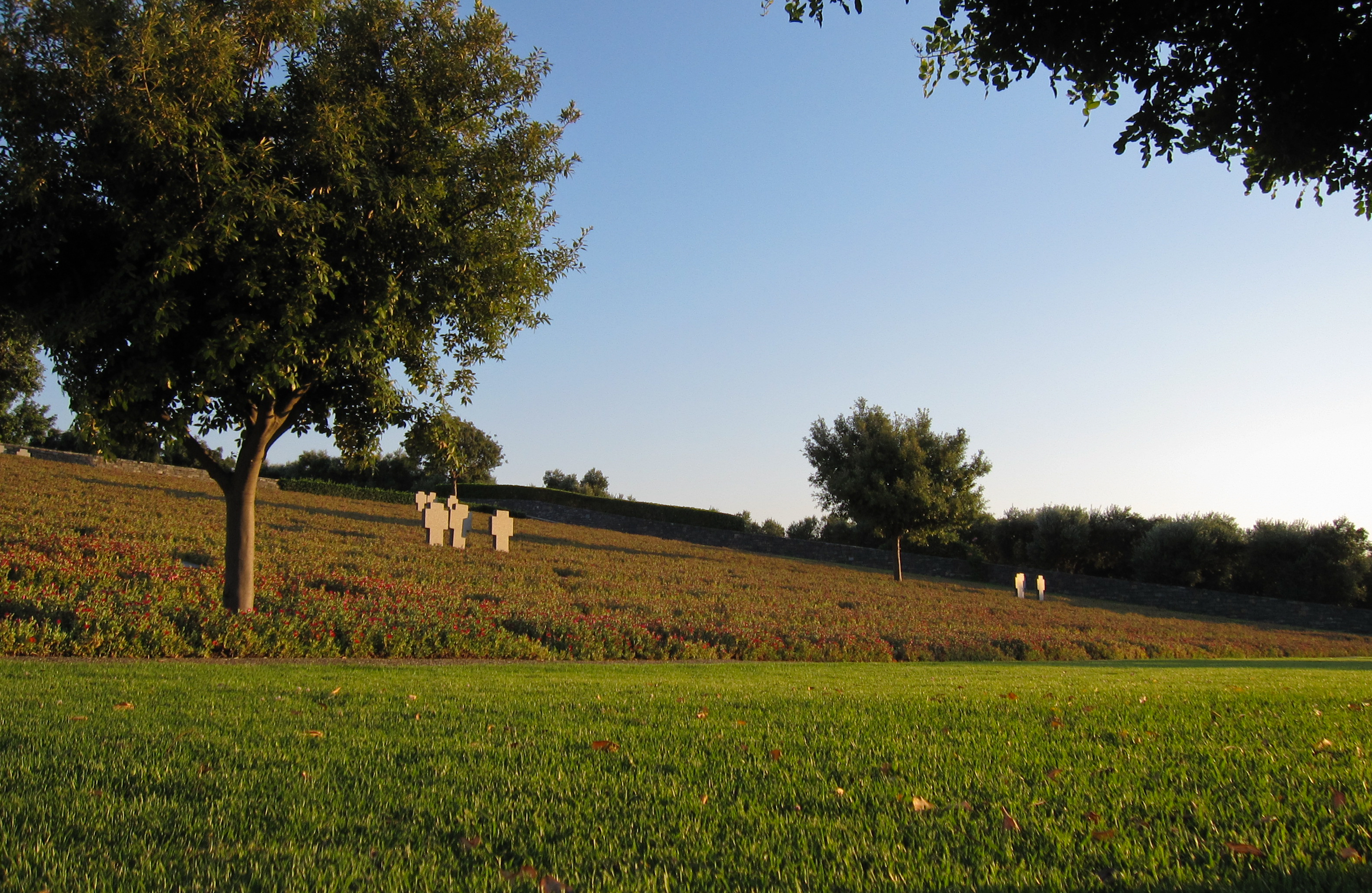
Cimitero di guerra tedesco a Maléme.